# Marino Collecchia
Marino Collecchia (Fivizzano, 27 dicembre 1933 – Massa, 10 maggio 2015) è stato un artista e designer italiano.

## Biografia
Vive la sua prima infanzia durante la seconda guerra mondiale. In quel periodo abita ad Aulla, borgo pesantemente coinvolto dagli eventi bellici. Dopo il diploma all'Accademia di Belle Arti di Carrara si trasferirà a Milano dove, in brevissimo tempo, parteciperà a vari progetti di design industriale. Collabora con i designer Charles Eames e George Nelson e realizza progetti per varie aziende, tra queste la Magneti Marelli. A Stoccarda partecipa al progetto dell'interparete per la Holzäpfe. Dopo la sua affermazione come designer, passata una decina d'anni, torna in Toscana a Montignoso e apre nella vicina Massa il suo atelier dove si dedica a tempo pieno alla pittura, alla ceramica e alla decorazione, creando anche uno spazio stabile di incontro per appassionati e studiosi delle varie tecniche artistiche conosciute e insegnate da Collecchia. 
Nel 2014 viene omaggiato con una mostra monografica alla Sparkasse di Bad Kissingen (Pavillon della Sparkasse).
In molti hanno scritto del suo lavoro, tra questi Tommaso Paloscia, Dino Carlesi e Vittorio Sgarbi. Durante la sua attività artistica ha vinto numerosi premi, tra questi il "Foyer" a Roma. Il suo lavoro fa parte di numerose collezioni private nazionali e internazionali e ha esposto in moltissimi paesi tra cui gli Emirati Arabi nel 2012. Muore il 10 maggio 2015 a Massa.
Le sue opere nell'ultimo decennio sono diventate rare da trovare nel mercato, per questo motivo i prezzi sono saliti vertiginosamente superando le decine di migliaia di euro, l'ultima asta conosciuta si è chiusa a 32.000 euro a Dubai.